# گیلانشاه دم‌سیاه

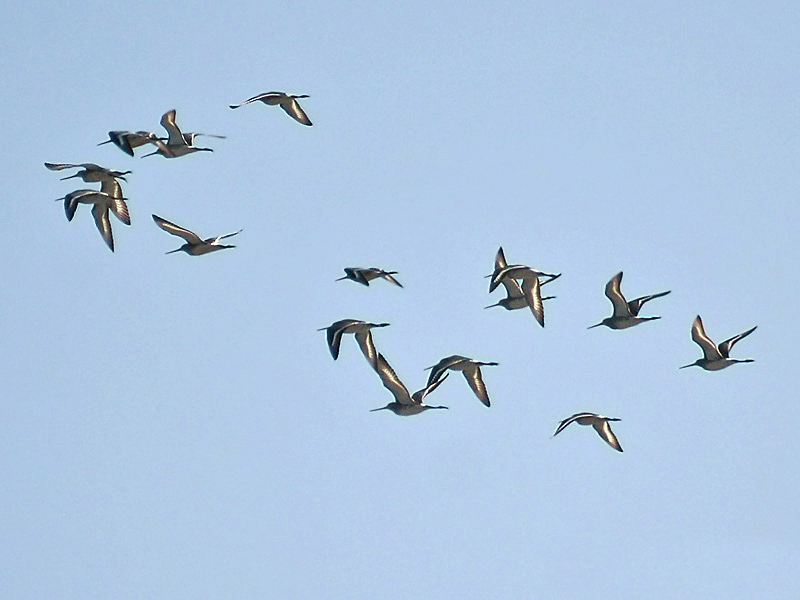
گیلانشاه‌های بال‌سفید در چیلیکا، اوریسا هندوستان.

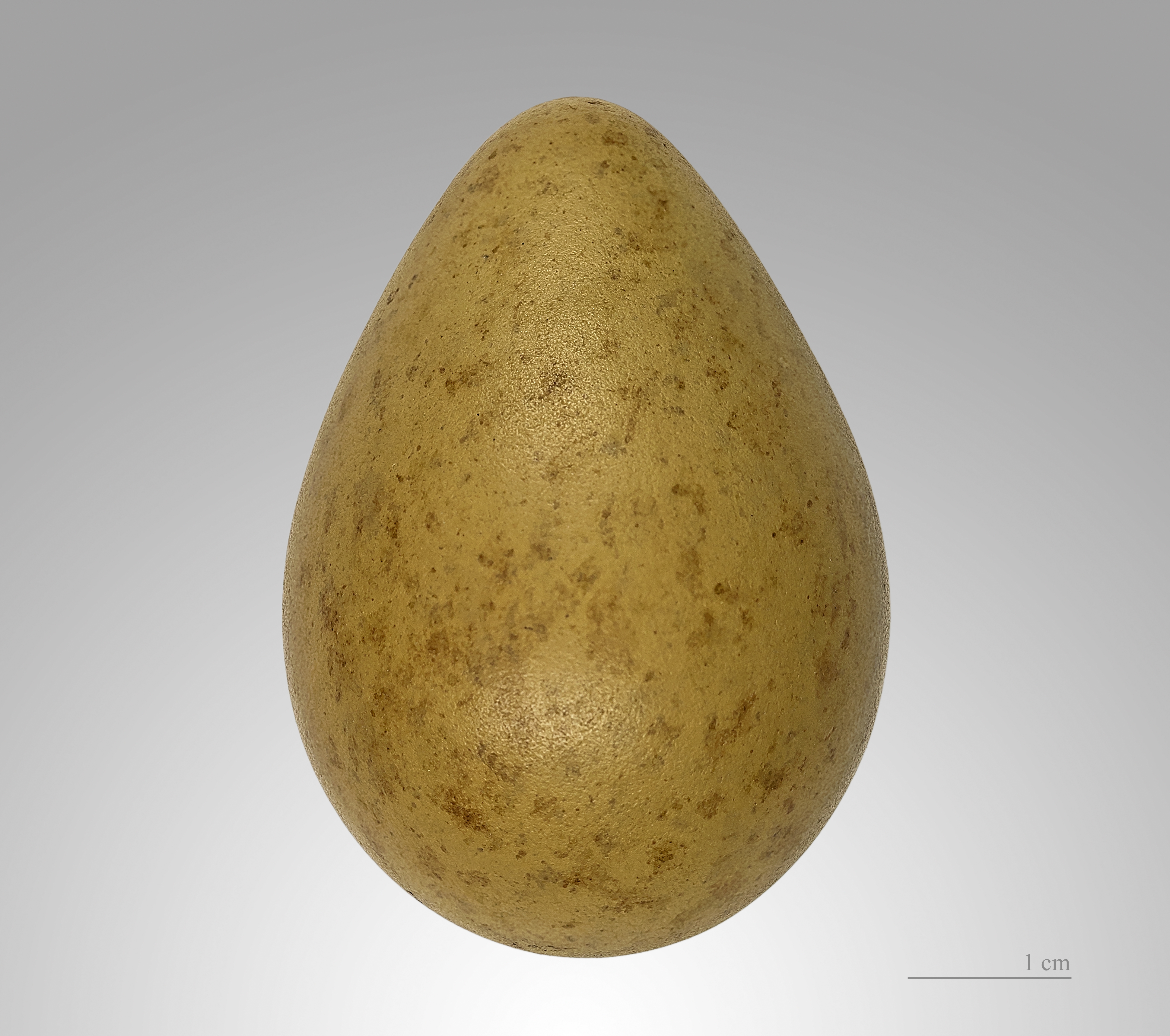
Limosa limosa

گیلانشاه دم‌سیاه یا گیلانشاه بال‌سفید نوعی پرنده کنارآبچر بزرگ با پاها و نوک دراز است.
زیستگاه آن خورها، مرداب‌ها و دریاچه‌های آب شرین است.